# تسانگپا
تْسانْگْپا (به تبتی: གཙང་པ، Tsangpa) دودمانی بود که از ۱۵۶۵ تا ۱۶۴۲ میلادی بر بخش بزرگی از تبت فرمانروایی می‌کرد. تسانگپا آخرین سلسله پادشاهی تبت بود که تحت نام خودش فرمان راند. دولت این پادشاهی توسط کارما تْسِتِن بنیاد شد. کارما تستن (شینگشاپا تستن دورجه) از ملازمان شاهزادهٔ دودمان رینپونگپا و از سال ۱۵۴۸ نیز فرماندار شیگاتسه در منطقه تسانگ بود.